# Marek Hemmann

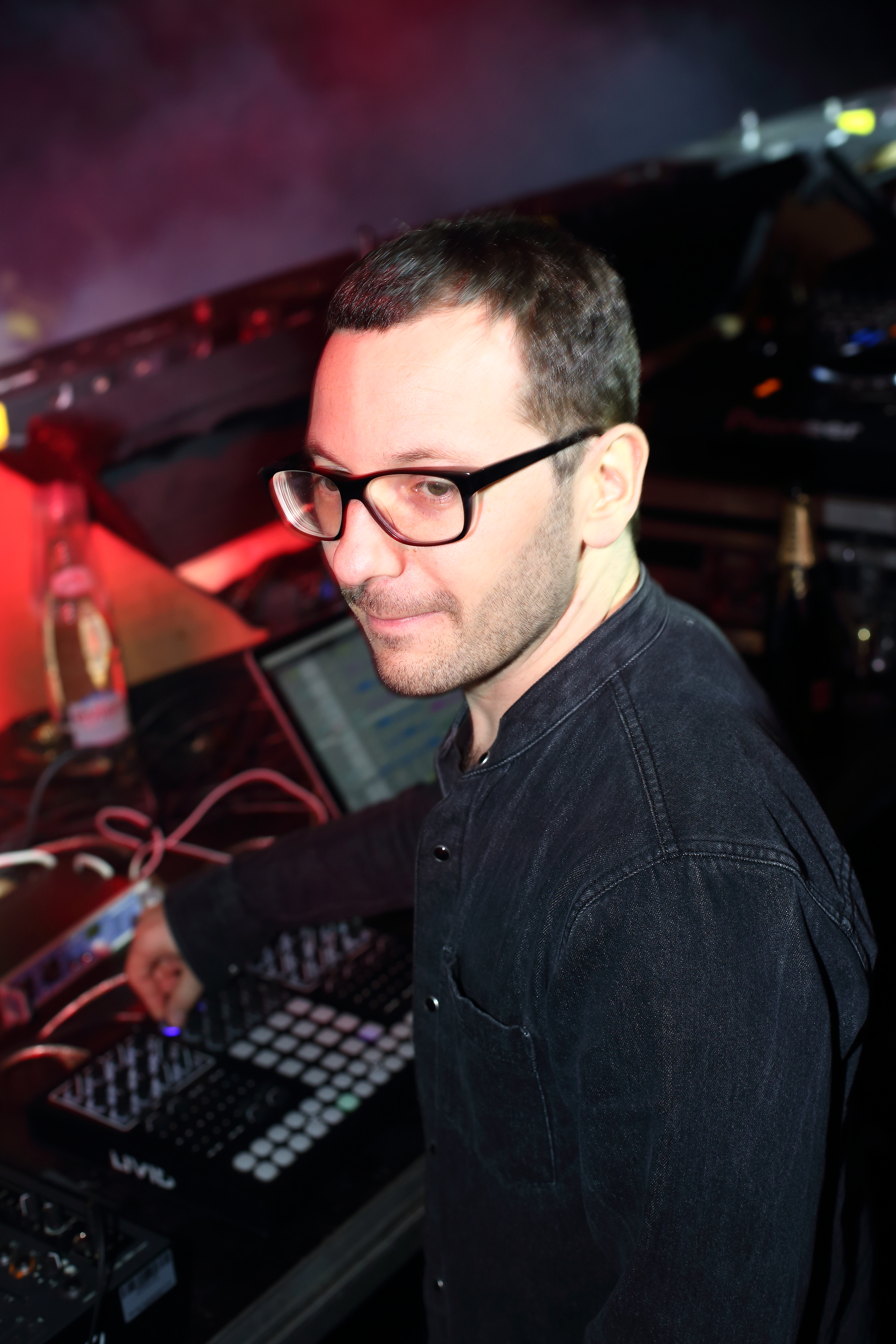
Marek Hemmann beim Echelon 2014

Marek Hemmann (* 14. März 1979 in Gera) ist ein deutscher Musiker und Musikproduzent. Neben der Produktion von elektronischer Musik vor allem im Bereich des Minimal Techno, tritt Marek Hemmann auch als Live-Künstler auf. Seine Platten veröffentlicht er insbesondere über die Labels Freude am Tanzen und Raum...Musik. Zusammen mit Mathias Kaden bildet er das Duo Hemmann & Kaden.

## Leben
Hemmann begann seine musikalische Laufbahn an der Gitarre, aber schon früh war er von elektronischer Musik fasziniert. Ausgangspunkt seiner Klangleidenschaft waren die Technopartys Ende der 1990er Jahre in der Umgebung seiner Heimatstadt Gera, die schon bald zum wochenendlichen Ankerpunkt elektronischer Experimente wurden.
Marek Hemmann lebt seit 2005 in Jena. Nach einer Vielzahl an Remixes und einer Handvoll Singles erschien im Herbst 2009 sein Debütalbum In Between auf dem Jenaer Label Freude am Tanzen. Im Frühjahr 2011 erschien sein zweites Album Only Our Hearts To Lose, das in Zusammenarbeit mit dem Sänger Fabian Reichelt produziert wurde. Sein zweites Soloalbum mit dem Namen Bittersweet veröffentlichte er im Sommer 2013 auf Freude am Tanzen.

## Diskografie

### Alben
- 2009: In Between (Freude am Tanzen)
- 2011: Only Our Hearts to Lose (Freude am Tanzen); als „Marian“ in Zusammenarbeit mit Fabian Reichelt
- 2013: Bittersweet (Freude am Tanzen)
- 2016: Moments (Freude am Tanzen)

### EPs und Singles, als Marek Hemmann
- 2006: Ropy (Milnormodern)
- 2006: Mini 24 (Raum...Musik)
- 2007: Monsieur Juno (Glueckskind Schallplatten)
- 2007: Lowdown (Raum...Musik)
- 2008: Junoka (Freude am Tanzen)
- 2009: Ten Years Raum Sampler Part III (Raum...Musik)
- 2009: Beyond (Glueckskind Schallplatten)
- 2009: Gemini (Freude am Tanzen)
- 2010: Left / Right EP feat. Fabian Reichelt (Freude am Tanzen)
- 2010: Together feat. Fabian Reichelt (Upon You)
- 2011: Pictures feat. Fabian Reichelt (Freude am Tanzen)
- 2011: Infinity (Freude am Tanzen)
- 2013: Zunder (Freude am Tanzen)
- 2013: Lindwurm (Freude am Tanzen)
- 2015: Chameleon (Freude am Tanzen)
- 2017: Joker (Freude am Tanzen)
- 2019: Sand (Marek Hemmann)
- 2019: Bali (Marek Hemmann)
- 2019: Onyx (Marek Hemmann)
- 2019: Zack (Marek Hemmann)
- 2019: Easy (Marek Hemmann)
- 2019: Sync (Marek Hemmann)
- 2019: Clay (Marek Hemmann)
- 2021: Neon (Marek Hemmann)
- 2021: Doxa (Marek Hemmann)

### Als Duo Hemmann & Kaden
- 2003: Guten Tag (Freude am Tanzen)
- 2004: 2 zu 1 (Freude am Tanzen)
- 2005: Vaganza (Freude am Tanzen)
- 2006: Tandem (Freude am Tanzen)
- 2009: Karacho / Synchro (Freude am Tanzen)

### Remixe
- 2005: Anja Schneider – Creaky Thoughts (Hemmann & Kaden Creaky Freaky Remix) (PIAS)
- 2005: DJ Shirakura – Routine Song (Hemmann & Kaden Remix) (Boxer Recordings)
- 2006: Douglas Greed – Delicate (Hemmann & Kaden Remix) (Combination Records)
- 2006: Sweet N Candy – Tacky Wakeup (Marek Hemmann Remix) (Raum...musik)
- 2006: Gimbel & Leucht – Water In Mexico (Marek Hemmann Remix) (Glückskind Schallplatten)
- 2006: Jxnblk – Porn Infection (Marek Hemmann Remix) (Grafq Records)
- 2006: Trapped In A Rabbit Hole – Chapter III (Marek Hemmann Remix) (Meerestief Limited)
- 2006: Misc. – Tanz Der Polymere (Hemmann & Kaden Remix) (Sender Records)
- 2006: Enliven Deep Acoustics – Nowhere (Marek Hemmann Remix) (Enliven Music)
- 2006: Rekleiner – The State Of Things (Hemmann & Kaden Remix) (Connaisseur Supérieur)
- 2007: Chapeau Claque – Blütenstaubromanze (Marek Hemmann Remix) (1st Decade)
- 2008: Monika Kruse – Changes Of Perception (Marek Hemmann Remix) (Terminal M)
- 2008: Niconé – Everything So Clear (Marek Hemmann Remix) (Supdub Records)
- 2008: Enliven Deep Acoustics – Tazrout Hills (Marek Hemmann Remix) (Enliven Music)
- 2008: Monoroom – Masala (Marek Hemmann Remix) (Progress Tunes)
- 2008: Marcus Meinhardt – Jerry Lee (Marek Hemmann Remix) (Upon.You)
- 2008: Dusty Kid / Martin Eyerer & Toni Rios – Kore (Marek Hemmann Remix) (Boxer Recordings)
- 2009: Dirt Novitzky – Klang Der Zikaden (Marek Hemmann Remix) (Freunde Tonträger)
- 2009: Britschmalro – Grow (Marek Hemann Remix) (Resopal Schallware)
- 2009: Chopstick & Johnjon feat. Fritz Kalkbrenner – A New Day (Marek Hemmann Remix) (Baalsaal)
- 2009: Franco Bianco – Planchete Lateral (Marek Hemmann Remix) (Dilek Records)
- 2009: Klartraum – Passion (Marek Hemmann Remix) (Absurd Recordings)
- 2009: Cours De Performance – Wrumpshaker (Marek Hemmann Remix) (MIMIKRI MUSIK)
- 2009: Kollektiv Turmstrasse – Melodrama (Marek Hemmann Remix) (Ostwind Records)
- 2010: Oliver Koletzki feat. Fran – Arrow and Bow (Marek Hemmann Remix) (Stil vor Talent)
- 2010: Gunnar Stiller – Manaus Madness (Marek Hemmann Remix) (Voltage Musique Records)
- 2011: Niconé & Sascha Braemer – Love Me (Marek Hemmann Remix) (Stil vor Talent)
- 2012: Mooryc – All Those Moments (Marek Hemmann Remix) (Freude am Tanzen)
- 2012: Aka Aka And Thalstroem – Afterglow (Marek Hemmann Remix) (Burlesque Musique)
- 2012: Douglas Greed – Down Here (Marek Hemmann Remix) (Freude am Tanzen)
- 2012: Pupkulies & Rebecca – La Vie Est Belle (Marek Hemmann Remix) (Rotary Cocktail Recordings)
- 2013: Marbert Rocel - ...Cause Of Loving (Marek Hemmann Remix) (Compost Black Label)
- 2014: Ruederich Feat. Meggy – Top of The Word (Marek Hemmann Remix) (Lebensfreude Records)
- 2014: Dapayk & Padberg – Silent Fireworks (Marek Hemmann Remix) (Mo's Ferry Productions)
- 2017: Valsa – Happy Pink Pills (Marek Hemmann Remix) (Happy Pink Pills)
- 2017: Pentatones – Glowing (Marek Hemmann Remix) (Lebensfreude Records)